# 坎博韋

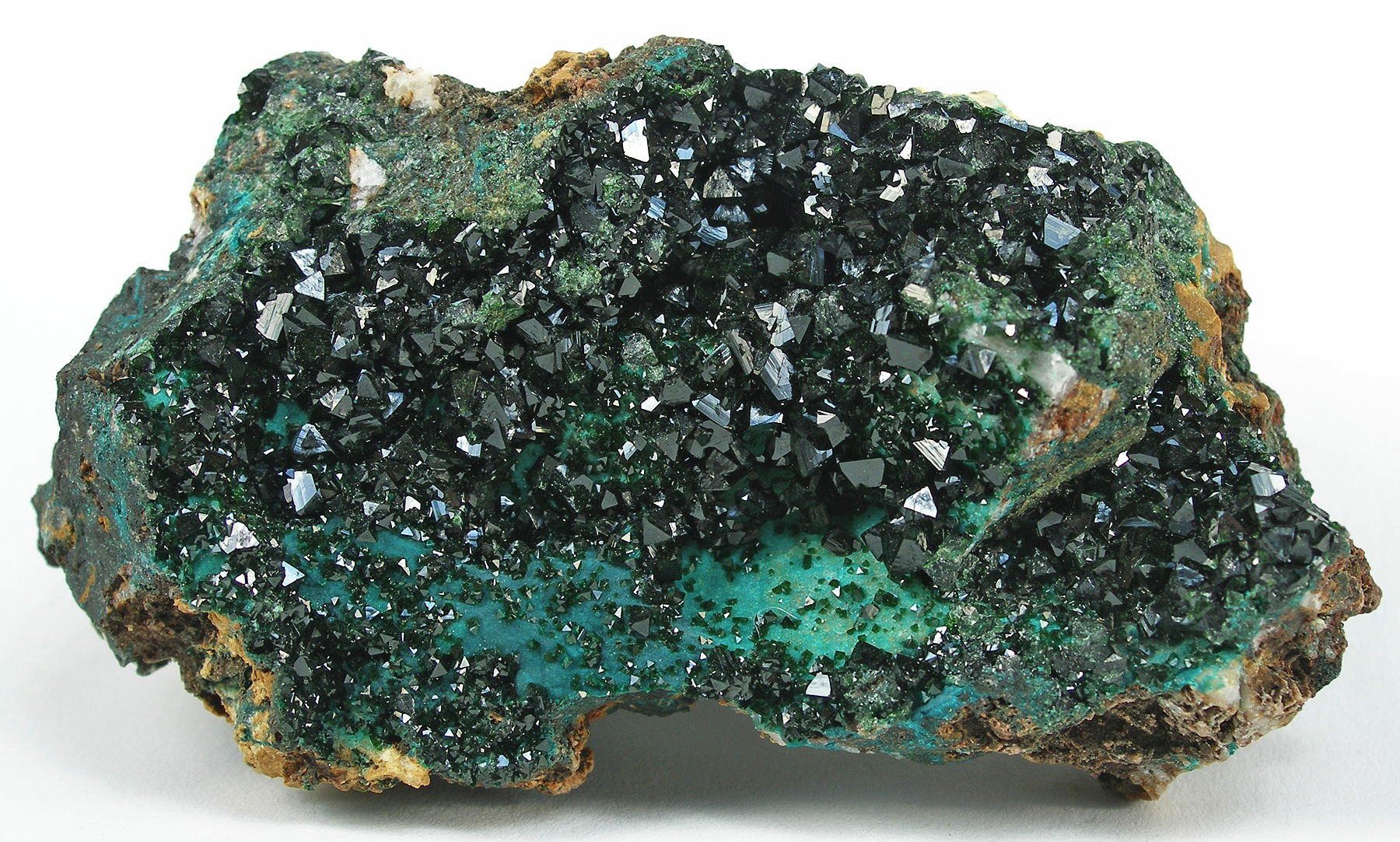

坎博韋是剛果民主共和國的城鎮，由加丹加省負責管轄，海拔高度1,457米，距離利卡西22公里，主要經濟活動是開採鈷礦，2010年人口估計約71,756。
10°52′35″S 26°35′49″E / 10.87639°S 26.59694°E